# بهشيات
بهشيات (الاسم العلمي: Aquifoliales) هي رتبة، في campanulids ‏، وضع التسمية العلمية  ، وذلك في  1856.

## فصائل
الفصائل الأدنى لهذه الرتبة:
- كود سباركل
- تحديث القائمة

فصيلة:الفصيلة البهشية 
اسم علمي: Aquifoliaceae

فصيلة:Cardiopteridaceae 
اسم علمي: Cardiopteridaceae

فصيلة:Dulongiaceae 
اسم علمي: Dulongiaceae

فصيلة:Helwingiaceae 
اسم علمي: Helwingiaceae

فصيلة:Ilicaceae 
اسم علمي: Ilicaceae

فصيلة:Peripterygiaceae 
اسم علمي: Peripterygiaceae

فصيلة:Phyllonomaceae 
اسم علمي: Phyllonomaceae

فصيلة:Sphenostemonaceae 
اسم علمي: Sphenostemonaceae

فصيلة:Stemonuraceae 
اسم علمي: Stemonuraceae